# جین وگنر
جین وگنر (انگلیسی: Jane Wagner؛ زادهٔ ۲۶ فوریهٔ ۱۹۳۵) یک فیلم‌نامه‌نویس، کارگردان، و تهیه‌کننده موسیقی اهل ایالات متحده آمریکا است.

## فیلمشناسی
- لحظه به لحظه (فیلم ۱۹۷۸)